# Jastrabie pri Michalovciach
Jastrabie pri Michalovciach (in ungherese Alsókánya) è un comune della Slovacchia facente parte del distretto di Michalovce, nella regione di Košice.